# La Unión (Copán)
La Unión é um município de Honduras, localizado no departamento de Copán.